# Paper Fashion Show
El Paper Fashion Show (en español: Desfile de Moda de Papel) es un desfile de moda celebrado anualmente en Denver, en el que los atuendos confeccionados casi en su totalidad con papel.

## Historia
El primer Paper Fashion Show se celebró en 2005 en el auditorio Cervantes Ballroom, fue presentado por comediantes drag queens e incluyó 25 diseños de papel. En 2018, el desfile se incorporó a un día de la Semana de la Moda de Denver. En 2020 y 2021, el programa se suspendió debido a la pandemia de COVID-19 y volvió a realizarse en 2022.

## Detalles
El evento es el evento de moda en papel más grande de los Estados Unidos. Organizado por la sucursal local de Denver de The One Club For Creativity. Una parte de las ganancias que genera el evento se destina a Downtown Aurora Visual Arts, una organización que ofrece actividades extraescolares de arte para jóvenes en riesgo.
Las inscripciones al concurso se envían de forma individual o en equipo. Los requisitos incluyen maniobrabilidad y una relación papel-otro material del 90%. El 10% restante del diseño generalmente incluye materiales como grapas e hilo, que ayudan a mantener unidos los diseños.
El panel de jueces alternos, compuesto por diseñadores y creativos de la zona de Denver, selecciona a los ganadores del primer, segundo y tercer lugar. A lo largo de los años, se han otorgado otros premios, como el Star Student Award, Art Director's Spirit, DAVA's Choice y Audience Favorite. El programa también ha presentado actuaciones de drag y danza.
Los patrocinadores del Paper Fashion Show suelen incluir productores de papel, como Xpedx, Mohawk Paper o Spicer's Paper, que suministran papel a los diseñadores.